# Liam Aiken
Liam Padraic Aiken (New York, 7 januari 1990) is een Amerikaanse acteur.

## Biografie
Aikens eerste grote filmrol was als het personage Ben in de film Stepmom (1998) waar hij de natuurlijke zoon was van Jackie (Susan Sarandon) en pleegzoon van Isabel (Julia Roberts). Later was hij aan de zijde van Tom Hanks te zien in de film Road to Perdition (2002). 
Aiken was gecast voor de rol van Cole Sear in de film The Sixth Sense (1999), maar zijn moeder vond dat hij te jong was.  Vervolgens ging de rol naar Haley Joel Osment. Ook was hij een van de mogelijke vertolkers voor het personage Harry Potter, maar kreeg de rol niet omdat hij niet de Britse nationaliteit had In 2004 nam hij de rol op van de intellectuele Klaus Baudelaire in Lemony Snicket's A Series of Unfortunate Events. In 2010 was hij te zien in de film The Killer Inside Me.